# Cantón de Alto-di-Casaconi
El cantón de Alto-di-Casaconi era una división administrativa francesa que estaba situada en el departamento de Alta Córcega y la región de Córcega.

## Composición
El cantón estaba formado por trece comunas:
- Bigorno
- Campile
- Campitello
- Canavaggia
- Crocicchia
- Lento
- Monte
- Olmo
- Ortiporio
- Penta-Acquatella
- Prunelli-di-Casacconi
- Scolca
- Volpajola

## Supresión del cantón de Alto-di-Casaconi
En aplicación del Decreto nº 2014-255 de 26 de febrero de 2014, el cantón de Alto-di-Casaconi fue suprimido el 22 de marzo de 2015 y sus 13 comunas pasaron a formar parte del nuevo cantón de Golo-Morosaglia.